# Tatoï
Tatoï (grec moderne : Τατόι, Tatói) est un domaine de trois mille hectares, appartenant à l'État grec, qui abrite les palais d'été et la nécropole de la famille royale de Grèce. Il est situé à quinze kilomètres au nord d'Athènes, dans une zone très boisée sur la face sud-est du mont Parnès.

## Histoire

### Origines
Le domaine de Tatoï est acheté par Georges Ier de Grèce en mai 1872 au phanariote Skarlatos Soutsos. Il n'y a alors qu'une petite maison de cinq pièces, un moulin et quelques masures. Un premier bâtiment est construit entre 1872 et 1874 par Ernst Ziller pour loger les invités de la famille royale. En 1880, un architecte grec, Savvas Boukis, est envoyé à Saint-Pétersbourg copier un des pavillons du complexe du palais de Peterhof. Ces plans servent de base à la construction de la résidence royale. Les travaux se déroulèrent de 1884 à 1886 et l'aménagement intérieur s'étend jusqu'en 1889. Alors seulement, le souverain et sa famille peuvent s'y installer.
Tatoï tire son nom du village albanais qui se trouvait là. L'idée du roi est alors de créer une exploitation agricole prouvant qu'avec une bonne gestion de l'eau et des techniques modernes, il est possible de rendre fertile n'importe quel endroit de Grèce. Il y réussit et son domaine produit des fruits et du vin réputé.

### Résidence royale

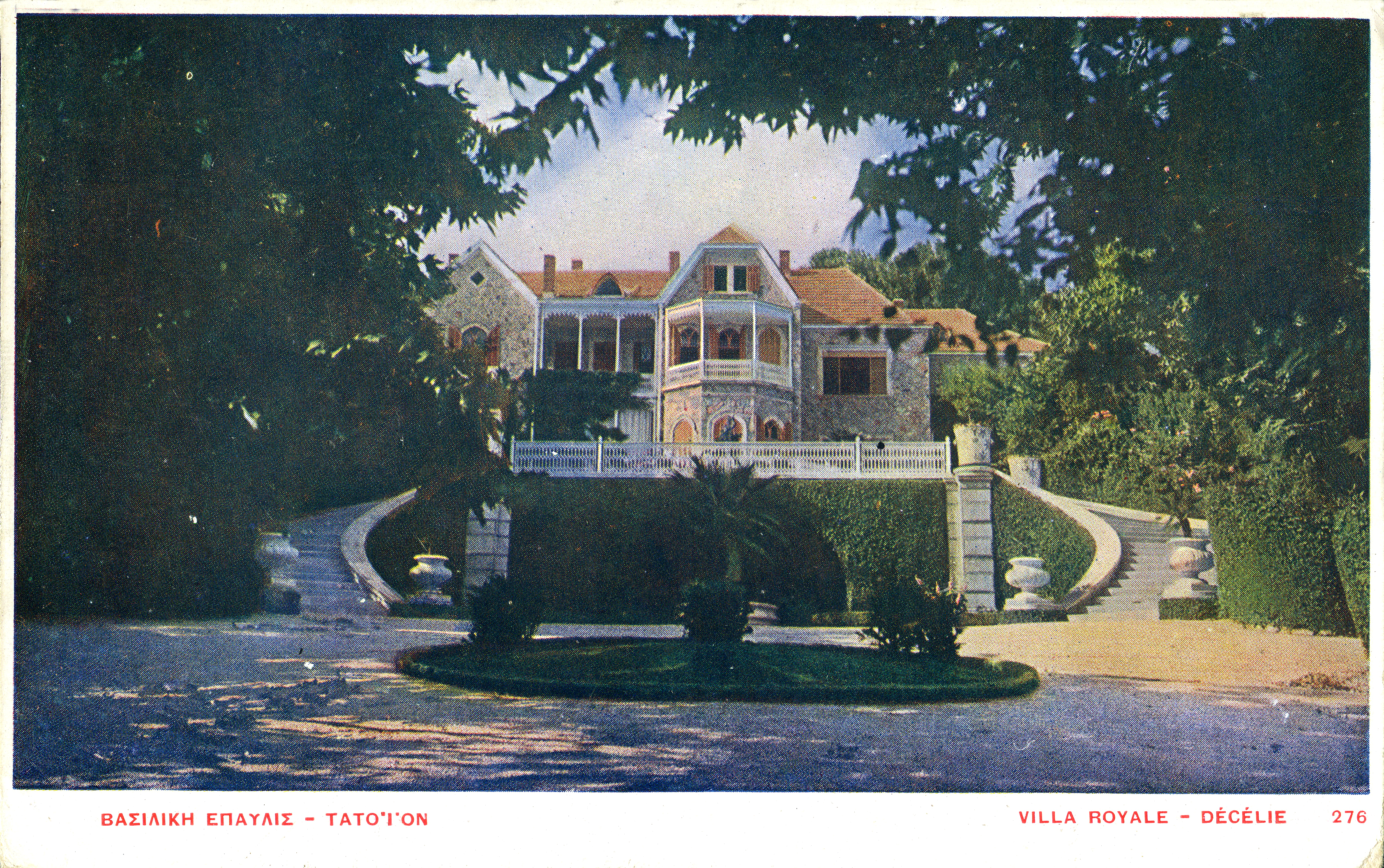
Le palais de Tatoï sur une carte postale de 1915.

Le palais sert surtout de résidence d'été des années 1890 à 1948. Le souverain y reçoit ses hôtes étrangers et les membres du gouvernement. Nationalisé après la chute de la monarchie en 1923, il est rendu à la famille royale en 1936 qui l'utilise jusqu'au 13 décembre 1967, quand la résidence est abandonnée en hâte par la famille royale qui fuit le pays après le contre-coup d'État manqué de Constantin II contre la dictature des colonels.

### Confiscation
De 1967 à 1973, la résidence ne reçoit pas assez de financement pour être maintenue en l'état et elle commence à se dégrader. Les crédits sont définitivement coupés à la chute de la dictature. Les animaux ne sont même plus nourris et meurent de faim. En parallèle, une loi est votée, autorisant l'État grec à confisquer les biens de la famille royale. Le domaine de Tatoï est saisi et est alors utilisé pour stocker l'intégralité des objets des différentes résidences royales en Grèce (comme Mon Repos par exemple).
Des négociations entre l'État et la famille royale se déroulent de 1984 à 1992. Les autorités finissent par reconnaître que celle-ci possède bien un domaine de 4 000 hectares à Tatoï, en échange d'une indemnité de 343 millions de drachmes payée à l'État grec. En 1993, l'ancien souverain Constantin est donc autorisé à emporter du domaine royal ce qu'il désire. Neuf containers quittent alors la Grèce, jusqu'au moment où l'opinion publique s'émeut de ce déménagement et fait mettre un terme à l'exportation. Une partie des objets sont vendus aux enchères chez Christie's en 2007.
Dès 1994, l'État grec décide une nouvelle expropriation de Tatoï, mais ce n'est qu'en 2002 que la propriété lui est officiellement reconnue, à la suite d'une longue procédure, d'une décision de la Cour européenne de justice et de l'indemnisation de l'ancien roi Constantin pour un montant de 13,2 millions d'euros. Le domaine passe définitivement à l'État le 7 mars 2003,.

### Le domaine aujourd'hui

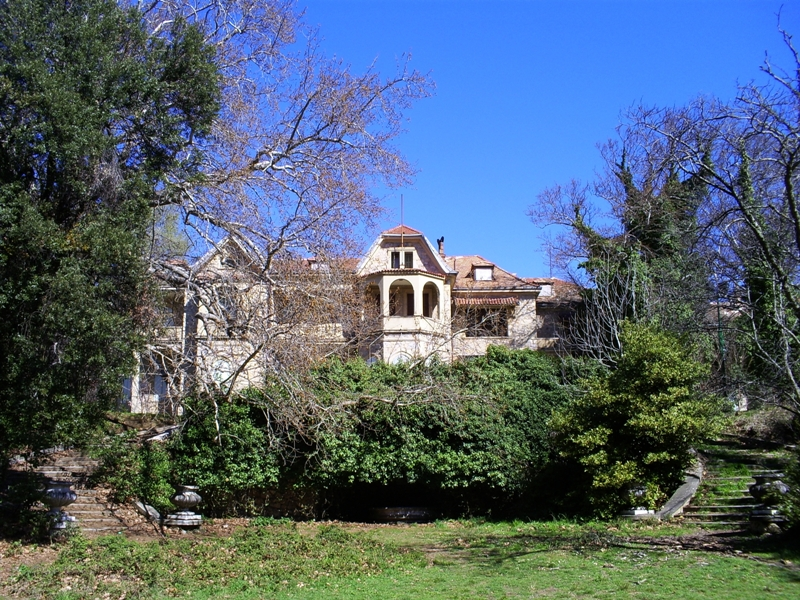
Le palais vu des jardins, en 2008.

S'il existe un inventaire complet de Tatoï, datant de 1973, il est impossible de savoir ce qui depuis a été volé, emporté par l'ancien souverain ou simplement détruit par les ravages du temps et surtout de l'humidité. Un nouveau travail d'inventaire a commencé en 2004 et s'est achevé en 2012. En tout, 17 000 objets (antiquités, meubles, vêtements, poupées, livres, magazines, bouteilles de vin, photographies, tableaux, etc.) ont été recensés et sont conservés. Ils constituent un instantané du mode de vie de la haute société grecque en décembre 1967. D'autres objets, considérés moins « importants » (appareils électroménagers, carrosses, automobiles) ont été laissés sur place à Tatoï où ils continuent à subir les assauts du temps.
Le 28 novembre 2008, le gouvernement grec débloque 800 000 euros pour la restauration du palais ainsi que pour le mobilier laissé par ses anciens propriétaires, constitué principalement de tableaux, tapis, vêtements et manuscrits. La visite du site devrait aussi être facilitée.
En 2015, la société des amis de Tatoï considère que la restauration du domaine coûterait autour de 100 millions d'euros. Il reçoit alors quelque 150 000 visiteurs par an.
Le domaine de Tatoï est touché par les feux de forêt de 2021 en Grèce : en particulier, deux dépendances sont détruites et le parc est gravement endommagé. Le palais en lui-même est épargné de justesse par les flammes,.
À partir de 2023, grâce notamment au concours de la King's Foundation et du roi Charles III du Royaume-Uni (apparenté à l'ancienne famille royale hellène par son père, né Philippe de Grèce), Tatoï bénéficie d'importants travaux de rénovation, menés par le ministère grec de la Culture, afin de restaurer le domaine dans son état d'origine. Ces travaux, dont la fin est prévue en 2026, visent à faire du palais et de ses dépendances un vaste site touristique consacré à l'histoire de la monarchie grecque.

## Résidences
Les principaux édifices du domaine sont l'« Ancien château », résidence d'été du diadoque Constantin de Grèce, à l'est, et le « Nouveau château », résidence royale, construit pour la reine Olga sur le modèle du cottage impérial de Peterhof. En outre le domaine abrite des écuries, des communs, une laiterie et un poste de gendarmerie. Autrefois, un musée archéologique et d'histoire naturelle était installé dans une dépendance.
Le palais de Tatoï est aussi le lieu de naissance des rois Georges II et Paul Ier de Grèce.

## Nécropole royale
Située dans une zone boisée au sud du domaine, elle abrite les tombes de 23 membres de la famille royale de Grèce, dont six rois et trois reines. Par ordre d'inhumation :
1. Olga de Grèce, princesse de Grèce et de Danemark (7 avril - 2 novembre 1880) (fille de Georges Ier de Grèce)
2. Georges Ier de Grèce, roi des Hellènes (24 décembre 1845 - 18 mars 1913) (fils de Christian IX de Danemark)
3. Alexandre Ier de Grèce, roi des Hellènes (1er août 1893 - 25 octobre 1920) (fils de Constantin Ier de Grèce)
4. Constantin Ier de Grèce, roi des Hellènes (2 août 1868 - 11 janvier 1923) (fils de Georges Ier de Grèce)
5. Olga Constantinovna de Russie, reine des Hellènes, régente de Grèce (3 septembre 1851 - 18 juin 1926) (épouse de Georges Ier de Grèce)
6. Sophie de Prusse, reine des Hellènes (14 juin 1870 - 13 janvier 1932) (épouse de Constantin Ier de Grèce)
7. Nicolas de Grèce, prince de Grèce et de Danemark (22 janvier 1872 - 8 février 1938) (fils de Georges Ier de Grèce)
8. Christophe de Grèce, prince de Grèce et de Danemark (10 août 1888 - 21 janvier 1940) (fils de Georges Ier de Grèce)
9. Alexandra de Grèce, grande-duchesse de Russie (30 août 1870 - 24 septembre 1891) (fille de Georges Ier de Grèce, première épouse de Paul Alexandrovitch de Russie). Inhumée le 30 septembre 1891 dans la cathédrale Pierre-et-Paul de Saint-Pétersbourg, elle est transférée dans la nécropole royale de Tatoï le 21 ou 23 janvier 1940.
10. Marie de Grèce, grande-duchesse de Russie (3 mars 1876 - 14 décembre 1940) (fille de Georges Ier de Grèce)
11. André de Grèce, prince de Grèce et de Danemark (20 janvier 1882 - 3 décembre 1944) (fils de Georges Ier de Grèce)
12. Georges II de Grèce, roi des Hellènes (19 juillet 1890 - 1er avril 1947) (fils de Constantin Ier de Grèce)
13. Françoise d'Orléans, princesse de Grèce et de Danemark (25 décembre 1902 - 25 février 1953) (seconde épouse de Christophe de Grèce)
14. Hélène Vladimirovna de Russie, princesse de Grèce et de Danemark (17 janvier 1882 - 13 mars 1957) (épouse de Nicolas de Grèce)
15. Georges de Grèce, prince de Grèce et de Danemark (24 juin 1869 - 25 novembre 1957) (fils de Georges Ier de Grèce)
16. Marie Bonaparte, princesse de Grèce et de Danemark (2 juillet 1882 - 21 septembre 1962) (épouse de Georges de Grèce)
17. Paul Ier de Grèce, roi des Hellènes (14 décembre 1901 - 6 mars 1964) (fils de Constantin Ier de Grèce)
18. Periklís Ioannídis, amiral, gouverneur du Dodécanèse (1er novembre 1881 - 7 février 1965) (second époux de Marie de Grèce)
19. Frederika de Hanovre, reine des Hellènes (18 avril 1917 - 6 février 1981) (épouse de Paul Ier de Grèce)
20. Aspasia Manos, princesse de Grèce et de Danemark (4 septembre 1896 - 7 août 1972) (épouse d'Alexandre Ier de Grèce). Sa dépouille est transférée dans la nécropole royale de Tatoï en janvier 1993.
21. Catherine de Grèce, princesse de Grèce et de Danemark, lady Brandram (4 mai 1913 - 2 octobre 2007) (fille de Constantin Ier de Grèce)
22. Constantin II de Grèce, roi des Hellènes (2 juin 1940 - 10 janvier 2023) (fils de Paul Ier de Grèce)[7]
23. Michel de Grèce, prince de Grèce et de Danemark (7 janvier 1939 - 28 juillet 2024) (fils de Christophe de Grèce)[8],[9]

### Personne transférée dans un autre lieu d'inhumation
1. Alexandra de Grèce, reine de Yougoslavie (25 mars 1921 - 30 janvier 1993) (fille d'Alexandre Ier de Grèce et d'Aspasia Manos, épouse de Pierre II de Yougoslavie). Elle est réinhumée le 26 mai 2013 dans la crypte royale du mausolée royal d'Oplenac en Serbie, et son tombeau est désormais vide.

### Galerie d'images

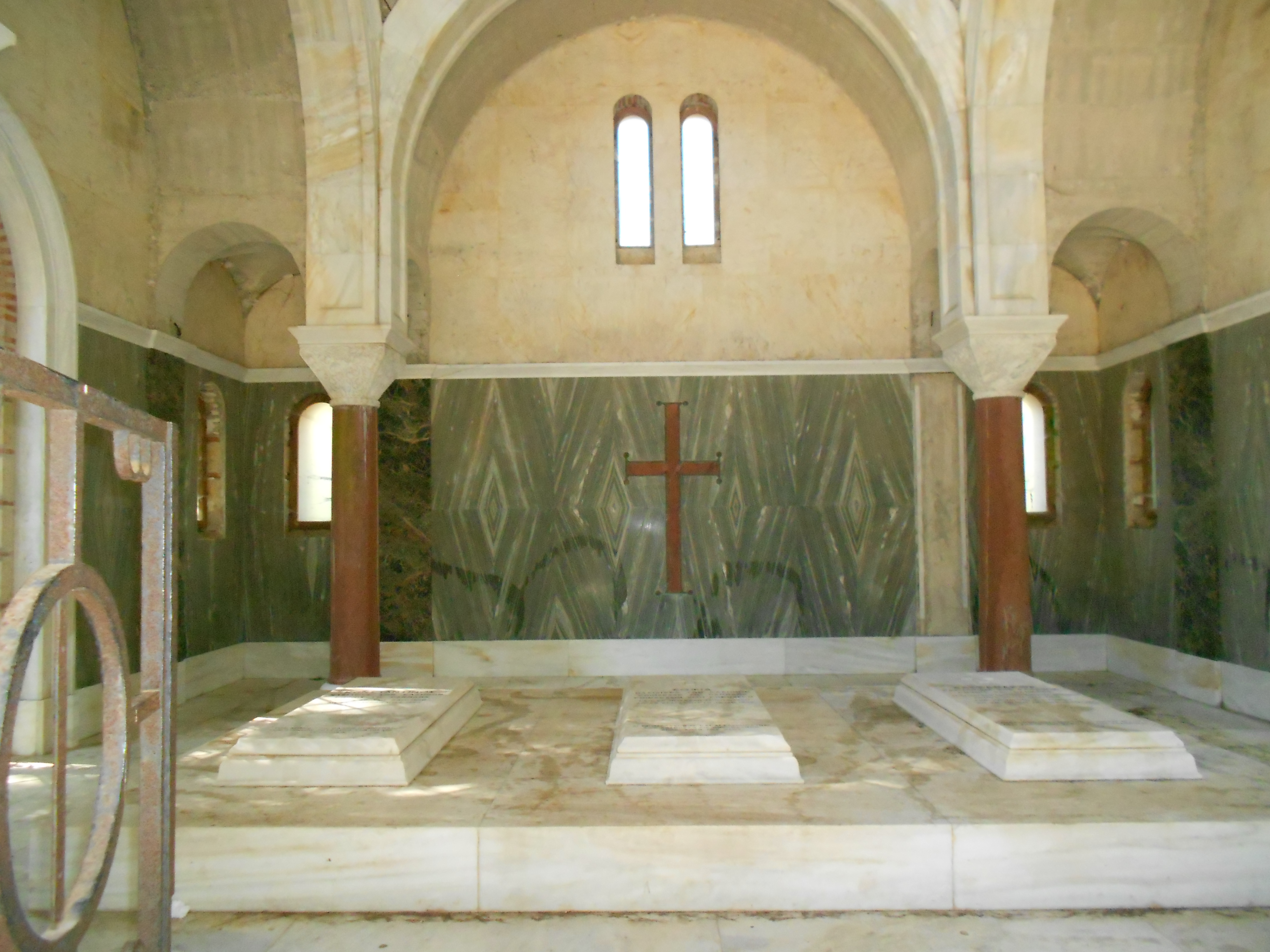
Les tombes de Constantin Ier de Grèce, de Sophie de Prusse et d'Alexandre Ier de Grèce, dans le mausolée royal de Tatoï.
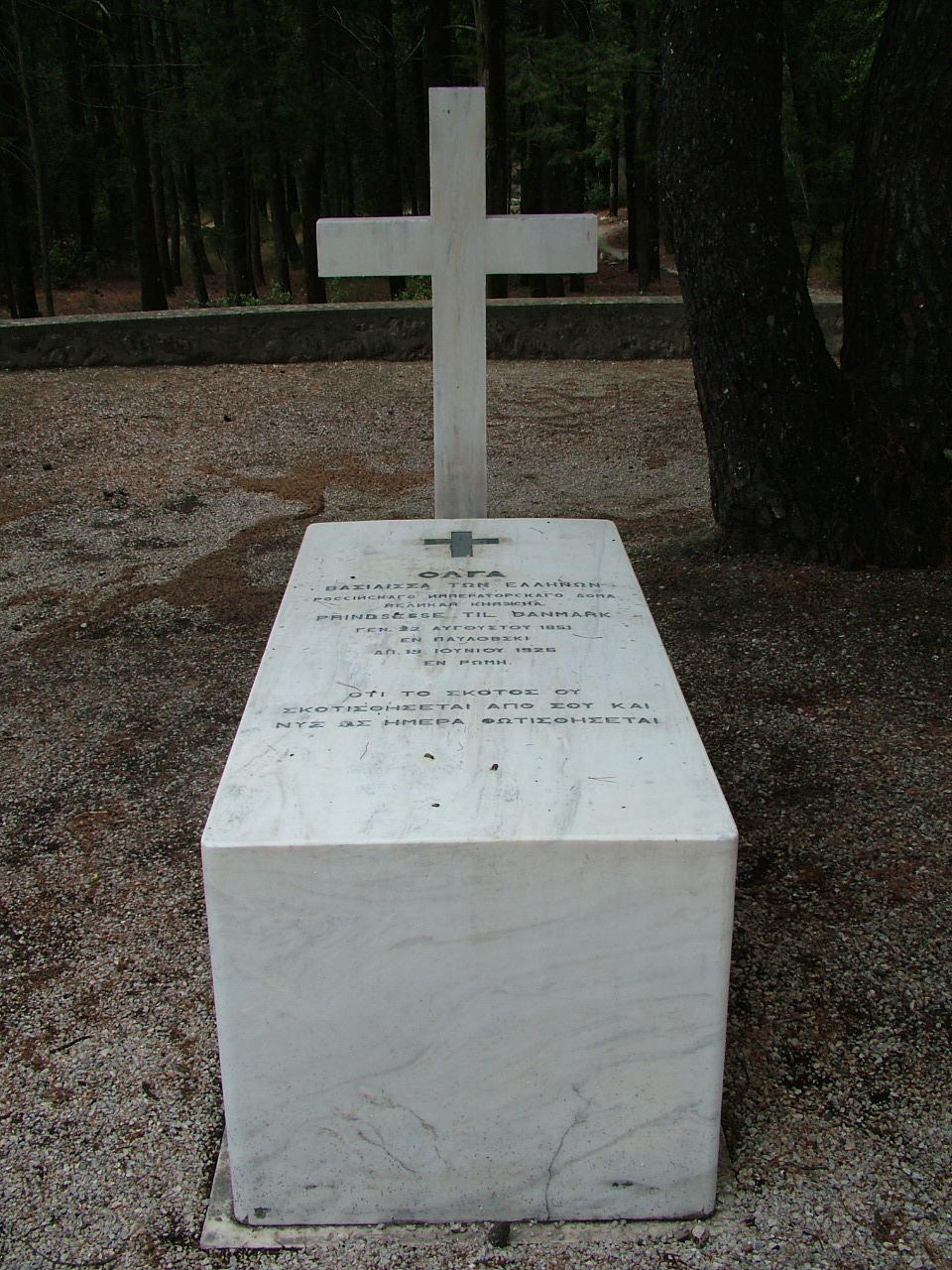
Tombe d'Olga Constantinovna de Russie.
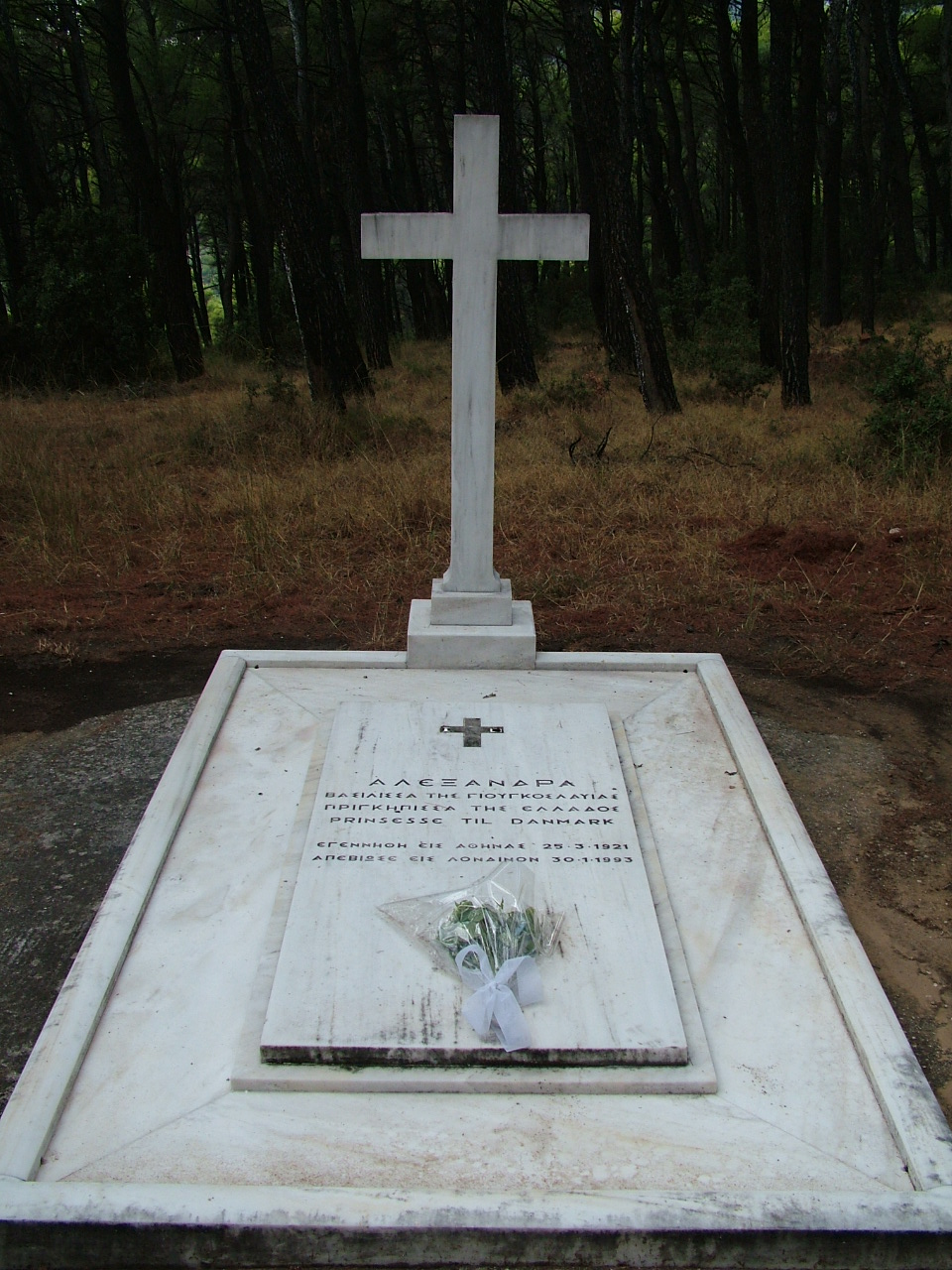
Cénotaphe d'Alexandra de Grèce.
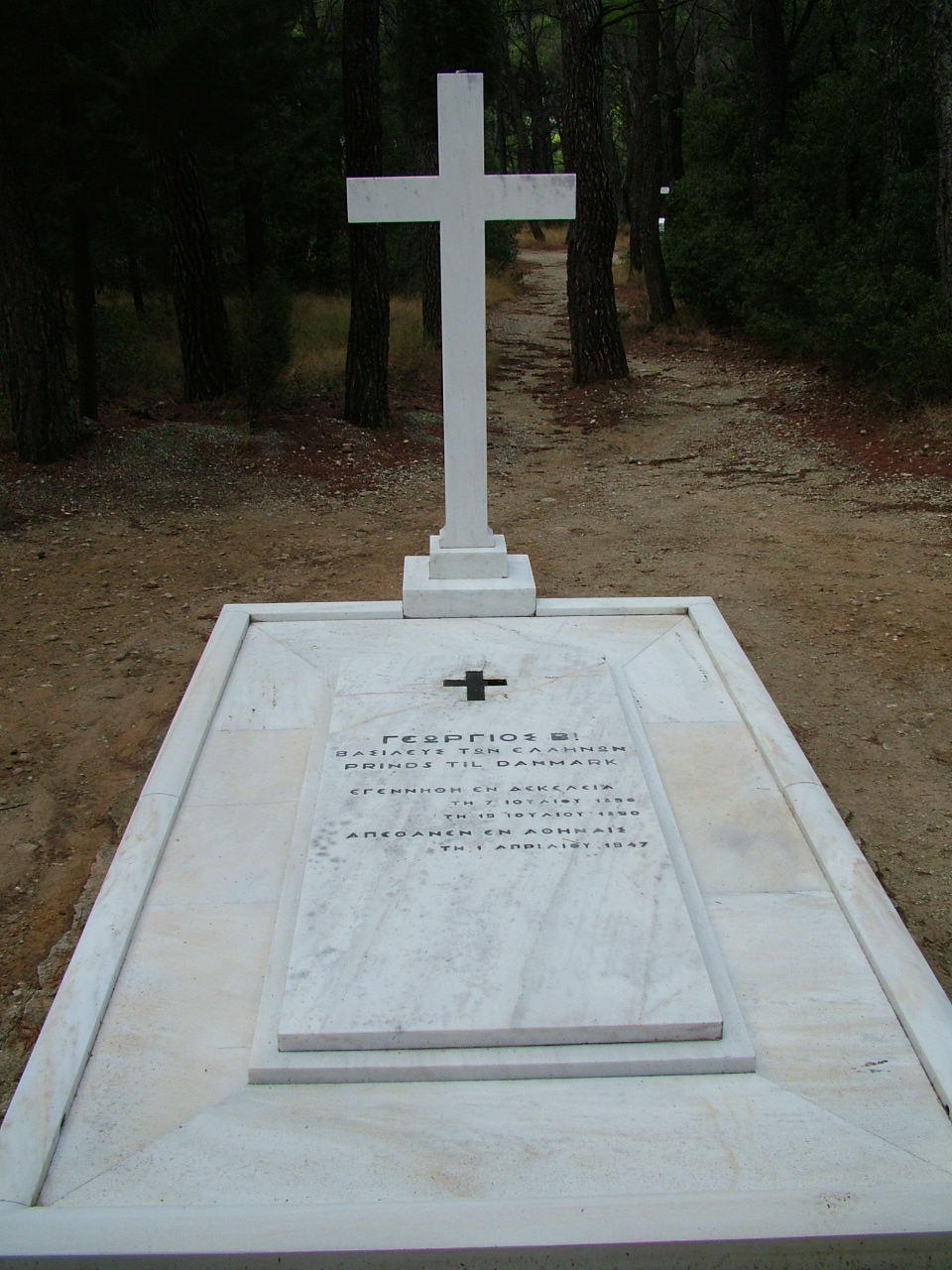
Tombe de Georges II de Grèce.
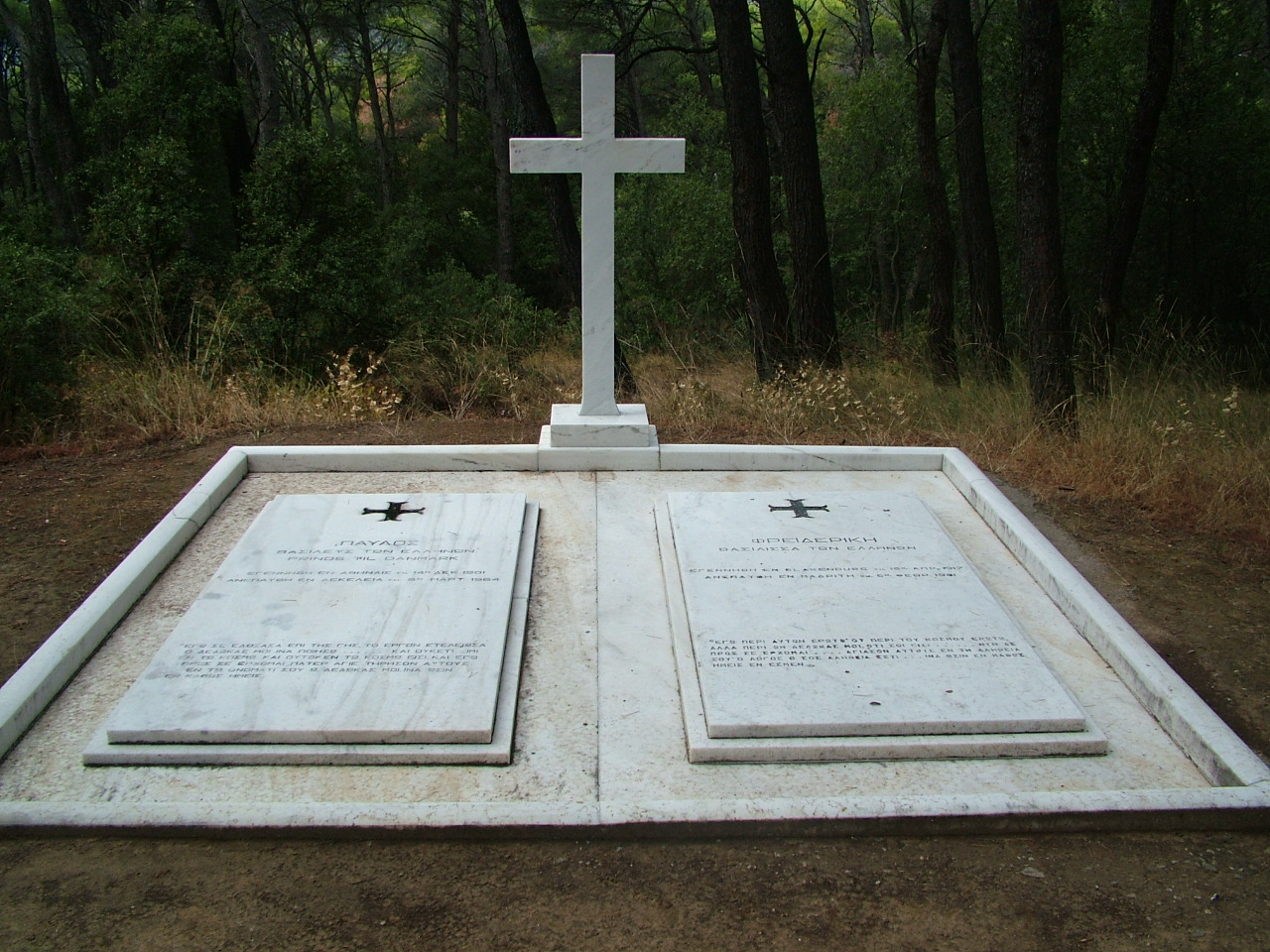
Tombe de Paul Ier de Grèce (à gauche) et de Frederika de Hanovre (à droite).
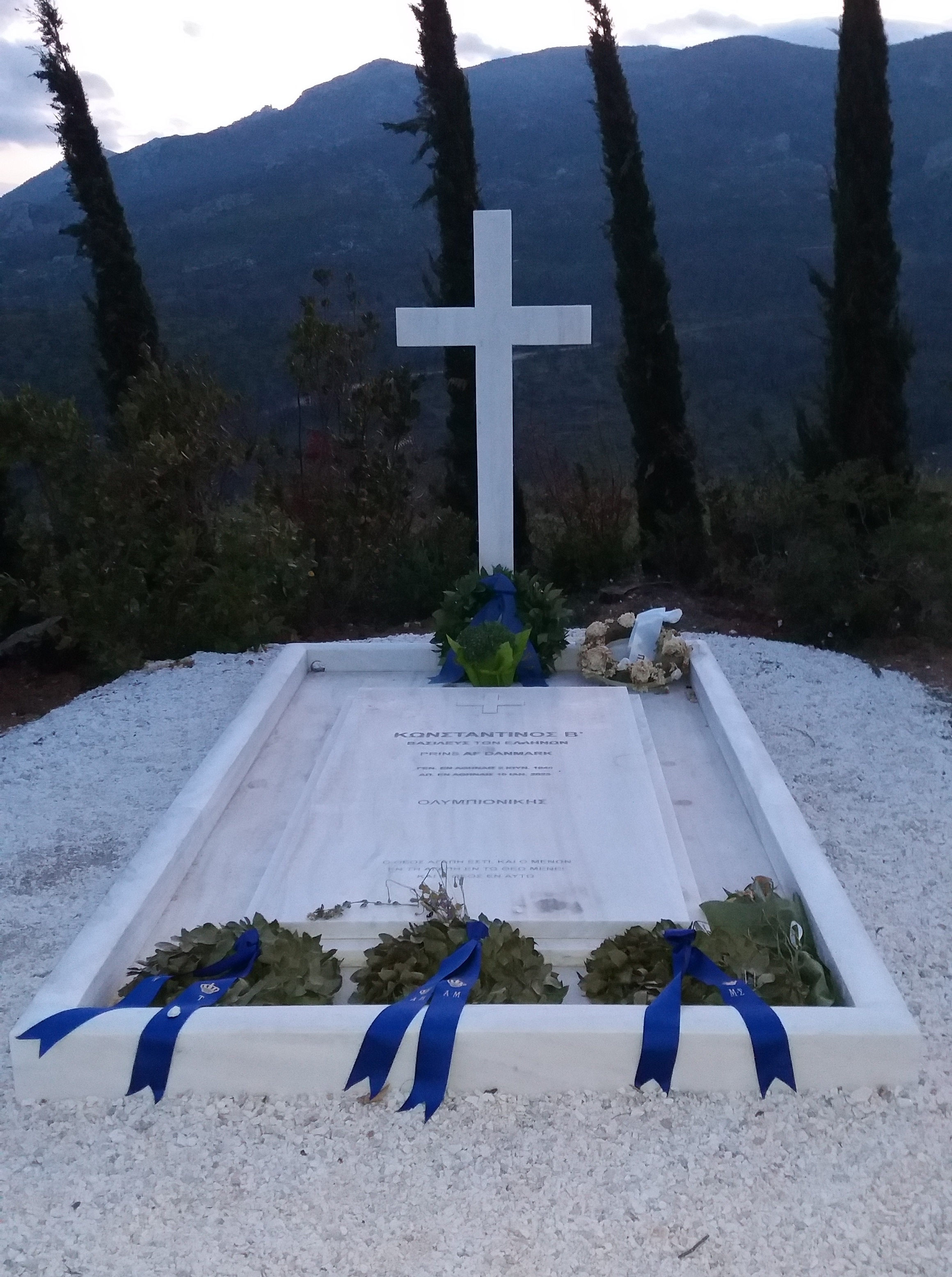
Tombe de Constantin II de Grèce.

### Ouvrages consacrés au palais
- (en) Ove Mogensen, « Tatoi and its Royal Burial Ground », Royalty Digest Quarterly, no 4,‎ 2012 (ISSN 1653-5219).
- (el) Kώστας M. Σταματόπουλος, Το Χρονικό του Τατοΐου, Athènes, εκδ. Καπόν,‎ 2004 (ISBN 960-7037-61-8).
- (el) Kóstas M. Stamatópoulos, Τατόι : Περιήγηση στον χρόνο και τον χώρο [« Tatoï : voyage dans le temps et l'espace »], Athènes, Éditions Kapón,‎ 2011, 256 p. (ISBN 978-960-6878-48-0)

### Autre ouvrage évoquant largement le palais
- (es) Ricardo Mateos Sáinz de Medrano, La Familia de la Reina Sofía : La Dinastía griega, la Casa de Hannover y los reales primos de Europa, Madrid, La Esfera de los Libros, 2004, 573 p. (ISBN 84-9734-195-3), p. 120 et 128-129

## Articles de presse
- (es) Mariángel Alcánzar, « Tatoi, paraíso perdido », La Vanguardia,‎ 9 mars 2014 (lire en ligne).
- Philippe Delorme, « Tatoï, le "petit Versailles" des rois de Grèce », Point de vue,‎ 15 janvier 2023 (lire en ligne).